# Xylophis
Xylophis este un gen de șerpi din familia Colubridae.

Cladograma conform Catalogue of Life:
| Xylophis | \| \| Xylophis perroteti \| \| \| \| \| \| Xylophis stenorhynchus \| \| \| \| |
|          | \| \| Xylophis perroteti \| \| \| \| \| \| Xylophis stenorhynchus \| \| \| \| |
|          | Xylophis perroteti                                                            |
|          |                                                                               |
|          | Xylophis stenorhynchus                                                        |
|          |                                                                               |